# Villa Šterić à Belgrade
La villa Šterić à Belgrade (en serbe cyrillique : Вила Штерић у Београду ; en serbe latin : Vila Šterić u Beogradu) est située à Belgrade, la capitale de la Serbie, dans la municipalité urbaine de Savski venac. Elle est inscrite sur la liste des monuments culturels protégés de la république de Serbie et sur la liste des biens culturels de la ville de Belgrade (identifiant no SK 2218),.

## Présentation
La villa, située 4 rue Generala Šturma, a été construite en 1933, selon un projet de l'architecte Milan Zloković, l'un des représentants les plus réputés du modernisme en Serbie,, pour l'industriel Dragoljub Šterić, qui a participé au développement et à la production de l'économie de défense du royaume de Yougoslavie, notamment en fondant la Fabrika aeroplana i hidroaviona Zmaj (l'usine d'avions et d'hydravions Zmaj),. Le modernisme de Zloković correspondait aux goûts architecturaux de l'avionneur Šterić.
Construit sur un terrain de 220 m2, qui était dix fois plus grand au moment de sa construction, le bâtiment prend la forme de la lettre cyrillique « Г ». Le rez-de-chaussée comprend notamment un hall, des pièces de réception (salon, salle à manger), une cuisine, un cellier, une buanderie et un garage, tandis que le premier étage comprend plusieurs chambres, dont une chambre d'enfants et une chambre d'amis, une salle de bains et une terrasse.
Sur le plan visuel, la villa, conçue dans l'esprit de l'architecture fonctionnaliste, se présente comme une structure sans ornementation particulière, jouant sur les volumes cubiques. En cela, Milan Zloković montre à quel point il a subi l'influence de l'architecte Adolf Loos,, en particulier celle de la villa Moller à Vienne (1927-1928) et de la villa Müller (1928-1931) et de la villa Winternitz (1931-1932) à Prague. Avant la villa Šterić, l'architecte avait construit d'autres maisons privées de style moderniste à Belgrade, dont trois sont d'ores et déjà classées : sa propre résidence familiale en 1927 (identifiant no SK 980),, la maison de Nevena Zaborski (identifiant no SK 2134), et la villa Prendić en 1932-1933 (identifiant no SK 2236),.
Une maquette de la villa est conservée au musée des sciences et des techniques de Belgrade,.